# Marta Szmigielska
Marta Szmigielska (ur. 3 czerwca 1961 w Miechowie, zm. 21 lipca 2010 w Miechowie) – polska aktorka teatralna i filmowa.
Marta Szmigielska w 1984 ukończyła studia na PWST w Krakowie. Debiutowała w tym samym roku. W latach 1984–1985 pracowała w Teatrze Rozrywki w Chorzowie, a od 1985 roku współtworzyła Teatr im. Stanisława Ignacego Witkiewicza w Zakopanem, gdzie stworzyła blisko 40 ról.
Aktorka przegrała walkę z rakiem, zmarła 21 lipca 2010 w hospicjum w swoim rodzinnym Miechowie.
Filmografia
- 2004 - Czwarta władza
- 1984 - Alabama, jako Janina